# 195 v. Chr.
Portal Geschichte | Portal Biografien | Aktuelle Ereignisse | Jahreskalender | Tagesartikel

◄ |
3. Jahrhundert v. Chr. |
2. Jahrhundert v. Chr. |
1. Jahrhundert v. Chr. |
►

◄ | 210er v. Chr. | 200er v. Chr. | 190er v. Chr. | 180er v. Chr. |
170er v. Chr. |
►

◄◄ | ◄ | 198 v. Chr. | 197 v. Chr. | 196 v. Chr. | 195 v. Chr. |
194 v. Chr. |
193 v. Chr. |
192 v. Chr. |
► |
►►
Staatsoberhäupter

## Ereignisse

### Römisches Reich
- Der Consul Marcus Porcius Cato der Ältere kommandiert erfolgreich die Truppen der Römer im Keltiberischen Krieg.
- Titus Quinctius Flamininus führt mit Unterstützung des exilierten ehemaligen Königs Agesipolis III. einen Feldzug gegen Sparta unter Nabis. Sparta muss Argos abtreten.
- Hannibal verlässt das römische Einflussgebiet in Nordafrika und geht ins Exil ins Seleukidenreich unter Antiochos III. dem Großen.
- Die lex Oppia aus dem Jahr 215 v. Chr., mit dem die Rechte römischer Frauen eingeschränkt worden sind, wird wieder aufgehoben.

### Kleinasien
- Ende des Fünften Syrischen Krieges

### Kaiserreich China
- Nach dem Tod des chinesischen Kaisers Han Gaozu lässt seine Frau Lü Zhi alle Söhne seiner Konkubine ermorden und bringt ihren Sohn Han Huidi als zweiten Kaiser der Han-Dynastie auf den Thron. Während ihrer Regentschaft für den Minderjährigen hält sie ihn allerdings weitgehend von der Regierung fern.

## Geboren
- Zhang Qian, chinesischer Entdecker und Gesandter († 114 v. Chr.)

## Gestorben
- 1. Juni: Han Gaozu, Kaiser von China und Gründer der Han-Dynastie (* 256 v. Chr. oder 247 v. Chr.)
- Liu Fei, chinesischer Prinz